# Abdelhakim Harkat
Abdelhakim Harkat (en arabe : عبد الحكيم حركات), né le 4 juillet 1968, est un judoka algérien.

## Carrière
Abdelhakim Harkat est médaillé d'or dans la catégorie des moins de 60 kg aux Championnats d'Afrique de judo 1986 à Casablanca ainsi qu'aux Jeux africains de 1987 à Nairobi. Il est également médaillé de bronze aux Jeux méditerranéens de 1987 à Lattaquié et médaillé d'argent aux Championnats d'Afrique de judo 1989.
Il remporte la médaille d'or dans la catégorie des moins de 65 kg aux Jeux méditerranéens de 1991 à Athènes, aux Jeux africains de 1991 au Caire et aux Jeux méditerranéens de 1993 au Languedoc-Roussillon. Il est médaillé d'or  dans la catégorie des moins de 71 kg et médaillé d'argent par équipes aux Championnats d'Afrique de judo 1996 à Pretoria,
Il participe aux Championnats du monde de judo 1991 et aux Jeux olympiques d'été de 1992 à Barcelone ainsi qu'aux Jeux olympiques d'été de 1996 à Atlanta.